# A Frontline Compilation
A Frontline Compilation es un recopilatorio del grupo musical vasco Kortatu. A mediados de los años 80 Kortatu era una de los grupos estatales de mayor proyección internacional. A pesar de moverse en pequeños recintos (excepto en el País Vasco, donde llegaron a tocar ante más de 10 000 personas), el grupo había realizado, en tres años de vida, dos giras europeas, una en 1986 y otra en 1987, tocando en países como Suiza, Francia, Italia, Alemania y países Bajos.
Debido al éxito que el grupo tenía en los diferentes países europeos, el sello inglés Red Rhino y el suizo Organik, editaron un recopilatorio que se distribuyó en el Reino Unido y en el centro de Europa. El recopilatorio estaba compuesto por 12 canciones, todas de los álbumes Kortatu y El Estado De Las Cosas, además de una toma en directo de «A la calle».
En la portada del álbum aparecía una mujer con el puño levantado delante de una ikurriña con un crespón negro. En el encarte detallaban que era la madre de Pakito Arriaran, un militante de ETA que resultó muerto al luchar con la guerrilla del FMLN en El Salvador. Sin embargo, la mujer que aparece en la portada no es la madre de Arriaran. Se trata de Maritxu Pagola, madre de Inaxio Asteasuinzarra, refugiado vasco asesinado por los GAL el 25 de septiembre de 1985 en el atentado del hotel Monbar en Bayona. Precisamente el 10.º corte de este disco hace referencia a aquel suceso. En el encarte del álbum, las letras aparecían traducidas al inglés y francés.
El álbum fue reeditado en CD en 1988 por la discográfica Oihuka.

## Lista de canciones
1. «Don Vito y la revuelta en el frenopático»
2. «Tolosa iñauteriak»
3. «Nicaragua Sandinista»
4. «Zu atrapatu arte»
5. «Sarri, Sarri»
6. «Desmond Tutu»
7. «Hernani, 15/VI/84»
8. «A la calle»
9. «La línea del frente»
10. «Hotel Monbar»
11. «9 zulo»
12. «Jaungoikoa eta lege zarra»
13. «Cartel en el CC. viejo de Bilbao»

Canciones 1-7 extraídas de Kortatu. «A la calle» es una toma en directo de la canción original del maxi-single A la calle. Canciones 9-13 extraídas de El estado de las cosas.
Todos los temas compuestos por Kortatu excepto «Sarri, Sarri» (versión del tema «Chatty, chatty» de Toots and the Maytals).

## Personal
- Fermin Muguruza: guitarra y voz.
- Iñigo Muguruza: bajo, guitarra y voz.
- Treku Armendáriz: batería.

### Músicos adicionales
- Javi «Trompetari»: trompeta en «Tolosa, iñauteriak» y «Nicaragua sandinista».
- Maurizia y León: coros en «Tolosa, iñauteriak».
- Jesús Soldevilla: percusión en «Desmond Tutu».
- Carolo: voz de la introducción en «Desmond Tutu».
- Joseán López: silbato en «Nicaragua Sandinista».
- Josetxo Silguero: saxofón en «Nicaragua sandinista».
- Jabier Muguruza: acordeón en «Jaungoikoa eta lege zarra».
- Xabier Montoia: coros en «9 zulo».

## Personal técnico
- Joseán López: técnico de sonido, mezclas y productor en canciones 1-7.
- Marino Goñi: técnico de sonido y mezclas en canciones 1-7.
- César Ibarretxe: técnico de sonido y mezclas en canciones 9-13.
- Kortatu: producción en canciones 8-13.
- Manolo Gil: diseño de carpeta.
- Pipo Surber: fotografía de contraportada.
- Edu: traducciones al inglés.

## Cultura popular
La imagen de Maritxu Pagola que aparece en la portada del disco fue utilizada por dos formación políticas de la izquierda abertzale: por Herri Batasuna en los ochenta y por Acción Nacionalista Vasca 
en sus carteles publicitarios de la campaña electoral de 2007.